# Казабјанка (Француска)
Казабјанка (фр. Casabianca) насеље је и општина у Француској у региону Корзика, у департману Горња Корзика која припада префектури Бастија.
По подацима из 2011. године у општини је живело 90 становника, а густина насељености је износила 24,46 становника/km². Општина се простире на површини од 3,68 km². Налази се на средњој надморској висини од 630 метара (максималној 1.000 m, а минималној 388 m).

## Демографија
| 1962. | 1968. | 1975. | 1982. | 1990. | 1999. | 2011. |
| ----- | ----- | ----- | ----- | ----- | ----- | ----- |
| 59    | 72    | 57    | 57    | 36    | 68    | 90    |

График промене броја становника у току последњих година